# Francisco Domínguez Otero
Francisco Domínguez Otero va ser un militar espanyol que va participar en la Guerra civil espanyola.

## Biografia
Militar professional, es trobava diplomat en Estat Major. Després de l'esclat de la Guerra civil es va mantenir fidel a la República, integrant-se en l'Exèrcit Popular. A la fi de desembre de 1936 va ser nomenat cap d'Estat Major de la 9a Divisió, de recent creació i que defensava el front del sud de Madrid. Al llarg de la contesa exerciria importants càrrecs. Al març de 1937 va ser nomenat cap Estat Major del III Cos d'Exèrcit, amb caserna general a Chinchón. Amb posterioritat, a l'agost va assumir la prefectura d'Estat major de l'acabat de crear XX Cos d'Exèrcit, i a l'octubre seria nomenat cap d'Estat Major del XVIII Cos d'Exèrcit.
En la primavera de 1938 va ser posat al capdavant de la 1a secció de l'Estat Major del Grup d'Exèrcits de la Regió Central.